# Benone Damian
Benone Damian (n. 25 iulie 1938, Întorsura Buzăului, județul Covasna — d. 2012, București) a fost un cunoscut profesor, acordeonist și violonist virtuoz român.

## Biografie
S-a născut la data de 25 iulie 1938 în comuna Întorsura Buzăului, județul Covasna. Învață de timpuriu vioara și acordeonul cu învățătorul Sfetcu Oprea din comuna natală.
Între 1947-1951 urmează Conservatorul de Muzică ASTRA din Brașov cu profesorul Corneliu Mereș (vioară), continuându-și studiile la Conservatorul din București cu profesorii Tudor Ciortea (armonie), Ion Dumitrescu (teorie-solfegiu), Zeno Vancea (istoria muzicii), Tiberiu Alexandru (folclor).
Între 1951-1955 își desăvârșește tehnica violonistică, luând lecții de la profesorul Anton Adrian Sarvaș.
În perioada 1955-1969 este angajat ca violonist în Orchestra Filarmonicii de Stat George Enescu din București.
În 1958 debutează în sala Ateneului Român într-un concert popular al Filarmonicii de Stat George Enescu, sub bagheta dirijorului Mircea Basarab, interpretând Havanesa de C. Saint-Saens.
Între 1970-1985 ajunge violonist și șef de orchestră populară în Elveția, din 1986 susținând cursuri anuale de perfecționare la „Zürcher-Forum”.
A făcut parte din „Cvartetul de coarde” din București, condus de George Niculescu.
A intreprins turnee artistice în Franța, Elveția, Germania, Belgia, Canada, SUA, Luxemburg, Olanda, Danemarca, Suedia, Norvegia etc.
A promovat un vast repertoriu popular românesc (atât ca violonist, cât și ca acordeonist), precum și piese de virtuozitate în stil lăutăresc de Grigoraș Dinicu, Nicolae Buică, Georges Boulanger, Ionel Budișteanu și alții.